# Universal Mobile Telecommunications System
Il sistema mobile universale di telecomunicazioni, noto anche come UMTS (sigla dell'inglese Universal Mobile Telecommunications System), è uno standard di telefonia mobile cellulare 3G, evoluzione del GSM. Tale tecnologia ha la peculiarità di impiegare lo standard base W-CDMA più evoluto come interfaccia di trasmissione nell'accesso radio al sistema, è compatibile con lo standard 3GPP e rappresenta la risposta europea al sistema ITU di telefonia cellulare 3G.
Lo standard UMTS è il successore di terza generazione del GSM che utilizza l'interfaccia di trasmissione W-CDMA e le infrastrutture del GSM. L'UMTS è a volte lanciato sul mercato con la sigla 3GSM per mettere in evidenza la combinazione fra la tecnologia 3G e lo standard GSM di cui dovrebbe in futuro prendere completamente il posto.

## Storia
La prima rete UMTS al mondo, chiamata semplicemente "H3G" e nota ancora più semplicemente come "3", è diventata operativa nel Regno Unito nel 2003. H3G è una compagnia creata appositamente per fornire servizi 3G, di proprietà del gruppo Hutchison Whampoa e di alcuni altri partner, che variano a seconda dei paesi in cui la rete è stata lanciata.
La maggior parte degli operatori GSM europei supporta anche i servizi UMTS, dal momento che i due standard sono fra loro ampiamente compatibili.
Nel dicembre 2003, la T-Mobile ha lanciato l'UMTS in Austria, e ha eseguito prove nel Regno Unito e in Germania. Nel febbraio 2004 la Vodafone ha lanciato l'UMTS in diversi paesi europei, fra cui Germania, Paesi Bassi e Svezia.
Negli Stati Uniti il servizio è stato lanciato nel luglio 2004 (nella variante a 1900 kb/s) da parte di AT&T Wireless a partire dalle città di Seattle, San Francisco, Detroit, Phoenix, San Diego, e Dallas.

## Caratteristiche generali

Architettura di rete UMTS

Il miglioramento o vantaggio rispetto al precedente sistema GSM è dovuto essenzialmente alla maggiore velocità di trasmissione dovuta a sua volta all'adozione di un accesso multiplo al canale di tipo W-CDMA più efficiente dal punto di vista dell'efficienza spettrale rispetto al TDMA del GSM e all'uso di schemi di modulazione numerica più efficienti.
Il sistema UMTS, con l'utilizzo del W-CDMA, supporta infatti una velocità di trasferimento massima teorica di 21 Mb/s (con HSDPA), sebbene gli utenti delle attuali reti abbiano a disposizione un transfer rate fino 384 kbit/s utilizzando dispositivi R99 e fino a 7.2 Mbit/s con dispositivi HSDPA nelle connessioni in download.
Questo miglioramento trasmissivo rende possibile tutta una serie di servizi a banda ancora più larga rispetto al GSM e di tipo multimediale. Le applicazioni tipiche attualmente implementate, usate ad esempio dalle reti UMTS in Italia, sono tre: voce o fonia, videochiamata/videoconferenza e trasmissione dati a pacchetto quali MMS e immagini digitali relative a foto e altro con possibilità di connessione a Internet e navigazione sul Web. A ognuno di questi tre servizi è assegnato uno specifico transfer rate, per la voce 12,2 kb/s, 64 kb/s per la videoconferenza e 384 kb/s per trasmissioni di tipo dati (scarico suonerie, accesso al web, ecc.). In ogni caso questi valori sono decisamente superiore ai 14,4 kb/s di un singolo canale GSM con correzione di errore e anche al transfer rate di un sistema a canali multipli in HSCSD. UMTS è quindi in grado, potenzialmente, di consentire per la prima volta l'accesso, a costi contenuti, di dispositivi mobili al World Wide Web di Internet.
Dal 2004 sono presenti anche in Italia l'UMTS 2 e l'UMTS 2+ (si legga "2 plus"), due estensioni del protocollo UMTS, che funzionano sulle attuali reti UMTS e raggiungono velocità rispettivamente di 1,8 e 3 Mb/s.
Il precursore dei sistemi 3G è il sistema di telefonia mobile GSM, spesso denominato sistema 2G (cioè di seconda generazione). Un altro sistema evolutosi dal 2G è il GPRS, conosciuto anche come 2.5G. Il GPRS supporta un transfer-rate nettamente più alto del GSM (fino a un massimo di 140,8 kb/s), e può essere talvolta utilizzato insieme al GSM.
Le attuali reti UMTS sono state potenziate mediante i protocolli High-Speed Downlink Packet Access (HSDPA), e High-Speed Uplink Packet Access (HSUPA) con una velocità massima teorica di trasferimento dati in download di 14,4 Mb/s e in upload di 7,2 Mb/s. Con il lancio di tariffe flat su tecnologia HSDPA, e con l'implementazione della tecnologia HSUPA (che migliora la velocità in caricamento), i servizi definiti "a banda larga mobile" possono essere considerati come alternativa alle connessioni ADSL fisse, e concorrenti delle future reti WiMAX.

### Assegnazione delle frequenze
Complessivamente sono state assegnate 120 licenze a livello mondiale basate sulla tecnologia W-CDMA. Quando sembrava che la nuova tecnologia fosse destinata a una rapida diffusione, le autorità politiche si sono affrettate a indire aste per l'assegnazione delle licenze, aste che hanno fatto entrare miliardi di dollari nei bilanci di varie amministrazioni. Soltanto in Germania i licenziatari hanno pagato 50,8 miliardi di euro. Dal momento che la tecnologia è ancora immatura si prevede che i primi proventi cominceranno ad arrivare gradualmente solo a partire dalla fine del 2004.
Con tali gare le pubbliche amministrazioni si sono di fatto impegnate a proteggere i ritorni di questi investimenti da un eccesso di concorrenza che ridurrebbe i margini; a svantaggio dei consumatori si è limitato a tre soli operatori il numero di competitori, che in qualunque mercato potrebbe essere tranquillamente di 8-9. La telefonia GSm era partita con molti più operatori spontaneamente ridotti dal mercato con concentrazioni successive; partire da un numero esiguo rischia di ricreare monopoli, con le concentrazioni inevitabili nella fase di maturità in cui si consolida il fatturato e la competizione si sposta sui costi. Nonostante la risorsa scarsa "etere" lo consentirebbe, ciò porta a un rallentamento nella diffusione del Wi-Fi, potenziale rivale della tecnologia UMTS. E anche del progetto Open Spectrum. Il valore delle licenze pagate è sproporzionato alla scarsa qualità del segnale di queste frequenze sovraffollate.
La gamma di frequenze allocata dall'ITU è già utilizzata negli USA. Il range 1900 MHz è usato per le reti 2G (Personal Communications Service o PCS), mentre il range 2100 MHz è destinato a usi militari. La FCC sta cercando di liberare il range 2100 MHz per i servizi 3G, ciononostante si prevede che negli USA l'UMTS dovrà condividere alcune frequenze del range 1900 MHz con le reti 2G esistenti. Nella maggior parte degli altri paesi le reti 2G GSM utilizzano le bande di frequenza 900 MHz e 1800 MHz, e quindi in questi paesi non si porrà il problema delle sovrapposizioni con frequenze destinate alle nuove reti UMTS.
Fino a quando l'FCC non deciderà quali frequenze destinare in modo esclusivo alle reti 3G, non sarà possibile sapere a quali frequenze opererà l'UMTS negli Stati Uniti. Attualmente l'AT&T Wireless si è impegnata a rendere operativa la rete UMTS negli Stati Uniti entro la fine del 2004 usando unicamente la banda 1900 MHz già assegnata alle reti 2G PCS.

#### Assegnazione delle licenze UMTS in Italia
In Italia il governo Amato ha indetto nel 2000 un'asta per l'assegnazione di 5 licenze UMTS. Le cinque licenze Umts sono state assegnate per 15 anni (poi elevati a 20, con scadenza 2022) ai cinque concorrenti rimasti in gara Omnitel, Wind, 3, TIM e IPSE2000 dopo il ritiro di Blu. Omnitel ha versato allo Stato 4.740 miliardi di lire, Ipse 4.730 miliardi, 3 e Wind 4.700 miliardi, TIM 4.680 miliardi, per un totale di 26.750 miliardi (alle 5 licenze si aggiungono ulteriori 3.200 miliardi versati da Andala e Ipse). Dall'asta italiana si è ricavato un quarto di quella tedesca, un terzo di quella britannica e grossi dubbi sulla capacità del governo di controllare il mercato della telefonia.
Nel giugno 2009 si è proceduto a riassegnare le frequenze già detenute da IPSE2000 mediante un'asta del valore di 267.8 milioni di euro a beneficio dello Stato, di cui 90.2 versati da Vodafone, 88.78 milioni di euro da Telecom Italia e da Wind.

### Interfaccia radio
Nota: la maggior parte delle caratteristiche tecnologiche di base sono in comune fra UMTS e le varie implementazioni dello standard W-CDMA, a cui si può fare riferimento per ulteriori informazioni. Quelle che seguono sono alcune caratteristiche peculiari dell'UMTS, non condivise con altre implementazioni di sistemi FOMA o W-CDMA.
In parole semplici, l'UMTS è una combinazione delle seguenti interfacce trasmissive (dove per interfaccia trasmissiva si intende il protocollo che definisce lo scambio di dati fra i dispositivi mobili e le stazioni radio base):
- W-CDMA
- MAP del GSM (acronimo di Mobile Application Part), protocollo che fornisce funzionalità varie ai dispositivi mobili, come ad esempio l'instradamento delle chiamate da e per i gestori.
- La famiglia di codec (codec = algoritmo software di codifica-decodifica) del GSM come ad esempio i protocolli MR e EFR, che definiscono il modo in cui il segnale audio è digitalizzato, compresso e codificato)

Da un punto di vista tecnico il W-CDMA (secondo la definizione del IMT2000) è solo l'interfaccia trasmissiva, mentre l'UMTS è l'insieme completo dello stack di protocolli di comunicazione progettati per i sistemi 3G, successori diretti del GSM. Comunque la sigla W-CDMA è spesso usata come termine generico per comprendere tutta la famiglia di standard 3G che utilizzano l'interfaccia trasmissiva W-CDMA, compresi i sistemi UMTS, FOMA e J-Phone.
Come altre implementazioni del W-CDMA, l'UMTS utilizza una coppia di canali a 5 MHz di larghezza di banda, uno nel range 1900 MHz per la trasmissione e uno nel range 2100 MHz per la ricezione. Al contrario il sistema cdma2000 utilizza uno o più canali con 1,25 MHz di larghezza in range di frequenza non predefiniti per ciascuna delle due direzioni di trasmissione. L'UMTS viene spesso criticato per la grande larghezza di banda di cui necessita.
Le bande di frequenza originariamente previste per lo standard UMTS sono 1885-2025 MHz e 2110-2200 MHz, per la trasmissione e la ricezione rispettivamente. Consultare la sezione Collegamenti esterni per la mappa delle allocazioni di frequenze UMTS. Per gli operatori GSM esistenti la migrazione all'UMTS è relativamente semplice ma anche costosa: la maggior parte delle infrastrutture esistenti può essere riutilizzata, ma la spesa per ottenere le concessioni per le nuove frequenze e per gestirle con le esistenti stazioni radio base, può ancora richiedere investimenti elevatissimi.
Una delle principali differenze rispetto al GSM è la configurazione dell'interfaccia trasmissiva (il cosiddetto GRAN, acronimo di Generic Radio Access Network). Sono possibili connessioni con le dorsali (backbone) di varie altre reti, come Internet, ISDN (sigla di Integrated Services Digital Network), GSM o altre reti UMTS. L'interfaccia GRAN utilizza i 3 layer di più basso livello del cosiddetto modello OSI. Il livello di rete del protocollo OSI (precisamente il layer 3) sfrutta il cosiddetto protocollo RRM (Radio Resource Management). L'insieme di questi protocolli ha la funzione di gestire i canali portanti fra i dispositivi mobili e le reti fisse, compresa la gestione delle commutazioni (handover) fra reti diverse.

### Interoperabilità e roaming globale
Un accordo fra i gestori di telefonia negli anni ottanta ha imposto ai costruttori la standardizzazione e la non-brevettabilità dei protocolli GSM per l'invio e ricezione di chiamate SMS, rendendo con un protocollo open-source immediatamente disponibile una perfetta interoperabilità delle reti a livello mondiale.
L'inaspettato successo degli SMS e la crescita del relativo mercato hanno distolto i gestori dal nascente business UMTS, e un consorzio di un numero limitato di costruttori ha avuto la possibilità di definire un migliaio di brevetti fra modelli di cellulari, opzioni e varianti del protocollo. I costruttori cinesi e indiani sono determinati a spingere su cellulari e terminali con tecnologia wi-fi per non pagare royalties al consorzio che ha brevettato l'UMTS.
La presenza di brevetti ha poi rallentato lo sviluppo di questa tecnologia: l'interoperabilità è infatti assente non solo verso le reti GSM e GPRS, ma persino fra reti UMTS di diversi gestori (non è possibile inviare MMS, foto, video o connettersi con MSN Messenger dal terminale mobile connesso a una rete a quello di operante con gestore diverso).
Mentre con il GSM qualunque modello poteva funzionare, anche all'estero, con qualsiasi gestore, con UMTS è necessario adottare una gamma ristretta di modelli per operare con un singolo gestore: la mancata indipendenza fra costruttore e gestore introduce una distorsione del mercato che limita la concorrenza e la libertà degli acquirenti, e spiega il rialzo improvviso a 300-400 euro dei prezzi di apparecchi che hanno un'antenna UMTS, rialzo non giustificabile semplicemente con le royalties che si pagano al consorzio UMTS acquistando i cellulari.
Alla comparsa di tariffe mensili rapportate ai megabyte scaricati o flat senza limiti di tempo a costi relativamente bassi non hanno fatto riscontro analoghi progressi nella copertura della rete e nel prezzo dei cellulari sebbene telefonini con porta USB 2.0 da collegare al PC o computer portatile potrebbero rappresentare, come sostengono gli analisti di Deutsche Bank, "la soluzione al divario digitale".
In alternativa, esistono modem UMTS da connettere direttamente alla porta USB del computer, che usano per scambiare dati e per ricaricare la batteria. Tali apparecchi quindi non hanno ricaricatore portatile da collegare alla rete elettrica. Inoltre, contengono uno slot per PC Card, delle dimensioni di una scheda SIM per cellulari, ma completamente diversa e non utilizzabile per fare chiamate o inviare SMS. Il modem è disaccoppiato dalla PC Card, per cui è possibile scegliere la tariffa dell'operatore più conveniente.
A livello di interfaccia trasmissiva, l'UMTS è di per sé compatibile con il GSM. Poiché tutti i telefoni cellulari UMTS immessi sul mercato fino a oggi (2004) sono del tipo dual-mode UMTS/GSM, essi possono inviare e ricevere chiamate attraverso l'esistente rete GSM. Quando un utente UMTS si sposta verso un'area non coperta dalla rete UMTS, un terminale UMTS commuta automaticamente al GSM (con eventuale addebito delle tariffe per il roaming). Se l'utente esce dalla zona di copertura UMTS durante una chiamata, la chiamata stessa sarà presa in carico dalla rete GSM in modo trasparente (cioè senza che l'utente se ne accorga). Al contrario i terminali GSM non possono essere usati all'interno di reti UMTS.
L'UMTS non funziona con le vecchie reti GSM, richiede reti e antenne proprie; Wind copre a oggi solo i capoluoghi e i principali centri urbani, Tre copre quasi tutto il territorio, TIM farà altrettanto (ma ha cominciato più tardi la copertura) mentre Vodafone sta aumentando la copertura nel resto d'Europa coprendo centri minori. Considerando che il 70% degli italiani vive in centri con meno di 10 000 abitanti, la maggioranza del Paese rimane esclusa dalla copertura UMTS ed è possibile che, senza esserne informata, acquisti un cellulare dal quale non può ricevere alcun servizio. I gestori Italiani raccolgono in un apposito database le richieste di copertura con antenne UMTS: il comitato per la pianificazione valuterà poi se inserire la località nell'elenco di quelle da coprire. Da notare il ruolo a volte determinante delle Amministrazioni Locali la cui attuale legislazione offre ampi poteri di veto nella posa di nuove antenne, rallentando di fatto i piani di copertura previsto dai gestori.
L'EDGE che in Italia è fornito solo da Tim e Wind garantisce velocità e servizi analoghi all'UMTS, però funziona sulla vecchia rete GSM, coprendo teoricamente tutta Italia già da ora. Dove funziona il cellulare, anche Edge non dovrebbe creare problemi. Recentemente anche la Vodafone sta implementando a livello sperimentale alcune stazioni radiobase della sua rete, ma al momento l'offerta commerciale EDGE non è ancora stata ufficializzata.
La Japan Telecom (ora divenuta Softbank) ha realizzato una rete 3G che utilizza la tecnologia W-CDMA ed è compatibile con l'UMTS, divenendo così il primo esempio di rete globale totalmente wireless. L'attuale standard GSM, per contro, è disponibile in tutto il mondo, tranne che in Giappone e in Corea.
Anche la rete 3G realizzata dalla NTT DoCoMo, denominata FOMA, è pienamente compatibile con i terminali UMTS europei. La NTT DoCoMo è proprietaria del 20% della 3UK e del 18% della AT&T Wireless (alla data di marzo 2004). Queste partecipazioni costituiscono un banco di prova per le future soluzioni di roaming global dell'NTT stessa.
Tutti i telefoni cellulari dual-mode UMTS-GSM dovranno accettare le esistenti SIM card. Sarà possibile effettuare il roaming su reti UMTS utilizzando le SIM Card, come è già oggi possibile fare per un terminale GSM, che può effettuare il roaming verso la rete Softbank e la rete FOMA di DoCoMo in Giappone.
Negli Stati Uniti l'UMTS verrà in un primo momento introdotto (dalla AT&T Wireless) solo in banda 1900 MHz, a causa delle limitazioni imposte dalla attuale allocazione delle frequenze USA. I telefoni progettati per il mercato americano molto probabilmente non saranno utilizzabili in altri paesi, e viceversa, analogamente a quanto già accade per i telefoni e le reti GSM americane, che utilizzano frequenze diverse da quelle in uso in tutto il resto del mondo. Comunque la FCC ha già dato la propria disponibilità a consentire l'uso di un'ulteriore banda di frequenza a 2100 MHz. In effetti, quasi tutti gli operatori sembrano convinti che la possibilità di realizzare un roaming automatico in qualsiasi parte del mondo sia un requisito della massima importanza, anche se, allo stato delle cose, rimane ancora da dimostrare che ciò sia fattibile.

## Diffusione
L'UMTS si è ormai ampiamente diffuso nel mondo come evoluzione del GSM. Attualmente in quasi tutto il mercato è già presente la sua ulteriore evoluzione ovvero l'LTE noto anche come standard 4G, mentre si stanno per lanciare nel mercato occidentale i sistemi di 5ª Generazione.
Esistono, e sono già diffusi, dispositivi portatili in grado di connettersi sia a reti 3G sia a reti Wi-Fi. Sono disponibili modem UMTS per PC laptop che, previa installazione di un programma client che monitorizza la presenza di una delle due reti, commutano da una rete all'altra a seconda della disponibilità e della intensità del campo. In un primo momento le reti Wi-Fi erano considerate concorrenti dei sistemi 3G, ma ora ci si è convinti che la combinazione delle due tecnologie consente di offrire prodotti molto più competitivi di quelli che utilizzano unicamente l'UMTS.

### Altri standard concorrenti
Esistono altri standard 3G concorrenti dell'UMTS, come ad esempio il CDMA2000, e sistemi di tipo proprietario come iBurst della Arraycom, Flarion e WCDMA-TDD della IPWireless. Comunque si prevede che le reti 3G GSM/UMTS erediteranno la posizione dominante del sistema GSM, divenendo uno standard di fatto per le reti e i servizi 3G. Sia la tecnologia CDMA2000 sia la WCDMA sono accettati dall'ITU come parte integrante della famiglia di standard 3G IMT-2000, in aggiunta allo standard della Cina (TD-SCDMA) e allo standard EDGE.
Poiché il CDMA2000 è un'evoluzione dello standard cdmaOne, non richiede nuove assegnazioni di frequenza e può funzionare senza problemi con le frequenze dei sistemi PCS esistenti. Oggi però il CDMA2000 sta rapidamente perdendo consensi e molti operatori che utilizzano questa tecnologia stanno pensando di passare al "track" GSM/WCDMA, raramente migrando al GSM, più frequentemente decidendo di implementare una rete UMTS WCDMA e in molti casi attendendo la disponibilità della nuova evoluzione dell'UMTS, chiamata LTE. Attualmente il pioniere dell'installazione di reti UMTS è la 3, che non aveva installato in precedenza reti GSM.
Molti operatori GSM degli USA hanno deciso di adottare la tecnologia EDGE come soluzione di transizione. La AT&T Wireless ha lanciato l'EDGE nel 2003, la Cingular, poi acquisita dalla AT&T Wireless, ha lanciato lo stesso sistema in ambiti regionali, e la T-Mobile USA ha in programma l'installazione di EDGE in tutti gli USA in tempi molto rapidi. I punti di forza di EDGE sono che può utilizzare le attuali frequenze GSM e che è compatibile con i terminali GSM esistenti. EDGE, quindi, costituisce una soluzione di breve termine per gli operatori GSM e costituisce inoltre una valida alternativa al CDMA2000.

## Problemi e dibattiti aperti
Alcuni dei principali problemi che gli operatori devono tuttora risolvere sono:
- verificare la possibilità che le antenne siano dannose per la salute pubblica dal punto di vista dell'inquinamento elettromagnetico in virtù della crescente opposizione degli abitanti per quanto riguarda l'installazione di nuove antenne;
- aumentare la capacità delle batterie dei terminali mobili;
- verificare l'effettiva possibilità di ricavare ulteriori profitti dai nuovi servizi a valore aggiunto. Alcuni analisti prevedono che l'aumento della concorrenza, la maggiore diffusione della rete e la possibilità di accedere a Internet dai terminali mobili finiranno con l'assorbire anche i margini di profitto attualmente esistenti.